# Thor- und Fußballbund Berlin
Der Thor- und Fußballbund Berlin (TuFB) ist ein ehemaliger deutscher Fußballverband aus Berlin. Er wurde am 13. Februar 1894 gegründet und bestand nur ein Jahr lang.

## Geschichte
Der TuFB wurde von 11 Vereinen gegründet, darunter waren BFC Hertha 1892, BTuFC Union 1892 u. der Cricket-Club Germania 1891. Die meisten dieser Clubs waren jüngere Vereine, die einerseits fürchteten, im etablierten Deutschen Fußball- und Cricket Bund (DFuCB) nicht aufgenommen zu werden, und andererseits aber auch nicht mit dessen Prinzipien und der Leitung einverstanden waren.
Nur sechs der Mitgliedsvereine nahmen an den Meisterschaftsspielen 1894/95 auch teil. Die Punktspiele kamen Anfang Dezember 1894 zu einem vorzeitigen Ende, nachdem die teilnehmenden Mannschaften nur zwei bis vier Spiele ausgetragen hatten. Bis zu dem Zeitpunkt waren bereits etliche angesetzte Meisterschaftsspiele ausgefallen, weil Mannschaften nicht antraten oder es sich kein Schiedsrichter fand um das Spiel zu leiten. Die Tabelle führte zu diesem Zeitpunkt der BFC Borussia an.
| Pl. | Verein       | Sp. | S | U | N | Tore    | Quote | Punkte |
| --- | ------------ | --- | - | - | - | ------- | ----- | ------ |
| 1.  | BFC Borussia | 3   | 3 | 0 | 0 | 016:000 | ∞     | 06:0   |
| 2.  | BFC Hubertus | 2   | 2 | 0 | 0 | 000:000 | 1,00  | 04:0   |
| 3.  | BTuFC Altona | 3   | 2 | 0 | 1 | 002:600 | 0,33  | 04:20  |
| 4.  | BFC Amicitia | 4   | 2 | 0 | 2 | 002:130 | 0,15  | 04:40  |
| 5.  | BFC Arcona   | 4   | 0 | 0 | 4 | 004:500 | 0,80  | 0:80   |
| 6.  | SC Berlin    | 4   | 0 | 0 | 4 | 000:000 | 1,00  | 0:80   |

Da der TuFB schlecht und mangelhaft geleitet wurde, traten die meisten Mitgliedsvereine nach kurzer Zeit wieder aus. Zum Zeitpunkt der Auflösung des Thor- und Fußballbundes Berlin im Frühjahr 1895 gehörten dem Verband nur noch sechs Clubs an.